# Сэнхван
Сэнхван (кор. 생황) — корейский духовой инструмент, язычковая губная гармоника, подобный китайском шэну, но имеющую отличную от него настройку.
Сэнхван состоит из 17 бамбуковых трубок, каждая из которых имеет металлический язычок, крепящийся вертикально на накопителе воздуха. Традиционно накопитель воздуха для сэнхвана делали из высушенной тыквы, но в настоящее время в основном делают из металла или дерева. В отличие от других корейских инструментов, сэнхван в наше время мало известен, даже в самой Корее. Только небольшое число музыкантов могут играть на нём. Сэнхван преимущественно используют в камерной музыке, обычно в сочетании с такими инструментами как тансо (вертикальная флейта) и янгым (цимбалы). Такие музыкальные коллективы как Ариран и Орыгасым (오르가슴) известны тем, что используют сэнхван в своём исполнении вместе с другими инструментами. Исторически инструмент относился к сэн.
Кисэн — корейские артистки развлекательного жанра, часто изображались играющими на сэнхване в традиционной корейской живописи.